# روبي محمد
روبي محمد (بالإنجليزية: Ruby Muhammad)‏ هي ثيولوجية أمريكية، ولدت في 20 مارس 1907 في ساندرفيل في الولايات المتحدة، وتوفيت في 2 مارس 2011 في ساكرامنتو في الولايات المتحدة.